# Rhododendron ponticum
Rhododendron ponticum là một loài thực vật thuộc chi Đỗ quyên bản địa phía nam châu Âu và tây nam châu Á.
R. ponticum là một loài cây bụi nhỏ rậm cao từ 5 m (16 ft), hiếm khi cao 8 m (26 ft). Lá thường xanh dài 6 đến 18 cm (2,4 đến 7,1 in) và rộng 2 đến 5 cm (0,79 đến 1,97 in). Hoa có đường kính 3,5 đến 5 cm (1,4 đến 2,0 in), màu tía-tím, thường có các đốm hoặc sọc màu vàng hơi xanh lục. Quả nang khô dài 1,5 đến 2,5 cm (0,59 đến 0,98 in) có nhiều hạt.
Có hai phân loài:
- R. p. ponticum, được tìm thấy từ Bulgaria về phía đông đến Gruzia
- R. p. 'baeticum (Boiss. & Reut.) Hand.-Mazz. được tìm thấy ở Tây Ban Nha và Bồ Đào Nha

Tại châu Âu, phạm vi của nó bao gồm Tây Ban Nha, phía bắc Bồ Đào Nha, Đảo Anh, Ireland và đông nam Bulgaria.Tại châu Á, loài này hiện diện tại Thổ Nhĩ Kỳ, Liban, Georgia, Krasnodar khu vực miền nam Nga, Hy Mã Lạp Sơn, Afghanistan, Tajikistan, Miền Bắc Pakistan, và miền Bắc Ấn Độ.
Mặc dù nó đã có mặt tại Đảo Anh trước khi kỷ băng hà cuối cùng, nó đã không tái chiếm thuộc địa sau đó và hệ sinh thái của đảo phát triển mà không có nó. Ngày nay sự hiện diện của nó là do con người nhập nội nó, và nó dễ dàng hợp thủy thổ và trở thành một loại cây gây hại trong một số trường hợp, thường bao gồm các sườn đồi toàn bộ (đặc biệt là trong Snowdonia và quần đảo Anh phía tây). Trong quần đảo Anh, nó xâm chiếm Moorlands, vùng cao, rừng cây râm và ở các vùng đất chua, thường xuyên trong khu vực bóng mờ.